# Alexander Längle
Alexander Ignaz Längle (* 7. Juni 1865 in Klaus; † 30. August 1945 ebenda) war ein österreichischer Politiker (CSP), Stickereibesitzer und Fergger. Er war von 1926 bis 1928 Abgeordneter zum Vorarlberger Landtag und von 1907 bis 1934 Gemeindevorsteher von Klaus. 

## Leben und Wirken
Alexander Längle besuchte die Volksschule in seiner Heimatstadt Klaus und war in der Folge als Stickereibesitzer sowie Fergger tätig. Als Stickereibesitzer war er Mitglied bzw. Ausschussmitglied des Vorarlberger Stickereiverbandes.
Er engagierte sich politisch als Mitglied der Christlichsozialen Partei und war lange Zeit in der Lokalpolitik von Klaus aktiv. Im Jahr 1907 wurde er zum Gemeindevorsteher von Klaus gewählt, wobei er dieses Amt bis zum Jahr 1934 innehatte. Längle kandidierte für die Christlichsoziale Partei bei der Landtagswahl 1923 und wurde nach de, Mandatsverzicht von Hermann Mayer am 22. Dezember 1926 als Vertreter des Wahlbezirkes Feldkirch im Vorarlberger Landtag angelobt. Er gehörte dem Landtag bis zum 1. April 1928 bzw. dem Ende dieser Legislaturperiode an und war im Sitzungsjahr 1927 Mitglied im  Sanitätsausschuss sowie Mitglied im Schulausschuss.
Neben seiner politischen Tätigkeit engagierte sich Längle bei der Gründung der Freiwilligen Feuerwehr Klaus und war Mitglied des Kirchenchors Klaus. Im Klauser Kirchenchor hatte er zudem von 1882 bis 1945 die Funktion des Organisten und Chorregenten inne. Im Bereich der Kirchenmusik engagierte er sich des Weiteren als Mitglied des Bundes zur Pflege katholischer Kirchenmusik in Vorarlberg, wobei er dort Leiter der Kirchenchöre des Bezirkes Vorderland war. Zudem war er Mitglied des Gesangvereins Männerchor Klaus und dort als Dirigent und Vorstand aktiv. 

## Privates
Alexander Längle wurde als Sohn des Landwirts, Lehrers und Organisten Franz Josef Längle (1826–1895) geboren. Seine Mutter Katharina Längle, geborene Summer (1839–1903) wurde ebenso wie sein Vater in Klaus geboren. Alexander Längle heiratete am 16. November 1896 die ebenfalls aus Klaus stammende Sofie Summer (1866–1943). Gemeinsam wurden Alexander und Sofie Längle Eltern von sechs Kindern. Ihre drei Söhne und drei Töchter wurden zwischen 1897 und 1907 geboren.

## Auszeichnungen
- Ehrenbürger der Gemeinde Klaus (1932)
- Ehrenmitglied des Bundes zur Pflege katholischer Kirchenmusik in Vorarlberg (1937)
- Ehrenmitglied und Ehrenvorstand des Gesangvereins Männerchor Klaus